# Мецамор
Мецамо́р (вірм. Մեծամոր) — місто на заході Вірменії у марзі (області) Армавір. На території міста існували поселення в період з V тисячоліття до н. е. до XVIII століття н. е. У 1965 році почалися розкопки склепів в стародавній фортеці Мецамор.
Вірменська АЕС розташована біля міста. Мецаморська АЕС була побудована в 1979 році. Електростанція була закрита в 1989 році після землетрусу, що спонукало чиновників переглянути безпеку місця. АЕС повторно відкрили 1996 року після модернізації для покращення сейсмостійкості. АЕС генерує 30-35 % потреб енергії Вірменії. Баланс використання енергії Вірменії підживлюється тепловими та гідроелектростанціями.
Також в Мецаморі є музей, присвячений поселенню бронзової доби. В безпосередній близькості від головного входу в музей розташований ряд з фалічного каміння. Камені були створені як частина обряду родючості. Розкопки показали, що там був жвавий культурний центр приблизно від 4000 до 3000 рр. до н. е., і багато артефактів розміщені в музеї.
| Вірменія | Це незавершена стаття з географії Вірменії. Ви можете допомогти проєкту, виправивши або дописавши її. |